# 연실 (백제)
연실(燕實, ?~?)는 백제에서 병관좌평을 지낸 백제 성왕 때의 관료이다.